# Porbandar (huyện)
Huyện Porbandar là một huyện thuộc bang Gujarat, Ấn Độ. Thủ phủ huyện Porbandar đóng ở Porbandar. Huyện Porbandar có diện tích 2294 ki lô mét vuông. Đến thời điểm năm 2001, huyện Porbandar có dân số 536854 người.